# Рекомендація (Європейський Союз)
Рекоменда́ція (англ. Recommendation) — акт м'якого права Європейського Союзу, цитований у Римському договорі поруч з думкою. Рекомендація не є юридично обов'язковою, але обговорюються та голосуються згідно з відповідною процедурою. Хоча вони й не мають юридичної сили, але мають політичну вагу. Рекомендація є інструментом непрямої дії, спрямованої на підготовку законодавства в державах-членах, що відрізняється від директиви лише відсутністю обов'язкової сили.
Стаття 292 зазначає, що Європейська комісія може давати рекомендації, а в окремих випадках Європейський центральний банк також може давати рекомендації.

## Спільний ринок
Відповідно до положень Договору про Європейський Союз «З метою забезпечення належного функціонування та розвитку спільного ринку Комісія (…) формулює рекомендації або надає думки з питань, які розглядаються в цьому Договорі, якщо це прямо передбачено або якщо Комісія вважає це необхідним».
Конкретно, рекомендації можуть бути використані комісією для знищення бар'єрів конкуренції, викликаних встановленням або зміною внутрішніх норм держави-члена.

## Приклади
13 грудня 1984 року Європейська Рада видала рекомендацію щодо заохочення позитивних дій для жінок на роботі, а Європейська Комісія видала рекомендацію щодо захисту гідності жінок і чоловіків на роботі 27 листопада 1991 року. До останньої рекомендації було додано Кодекс практики щодо заходів боротьби з сексуальними домаганнями, у якому запропоновано дії, рекомендовані для роботодавців, профспілок і працівників у державному та приватному секторах у всіх державах-членах.